# 1761 az irodalomban

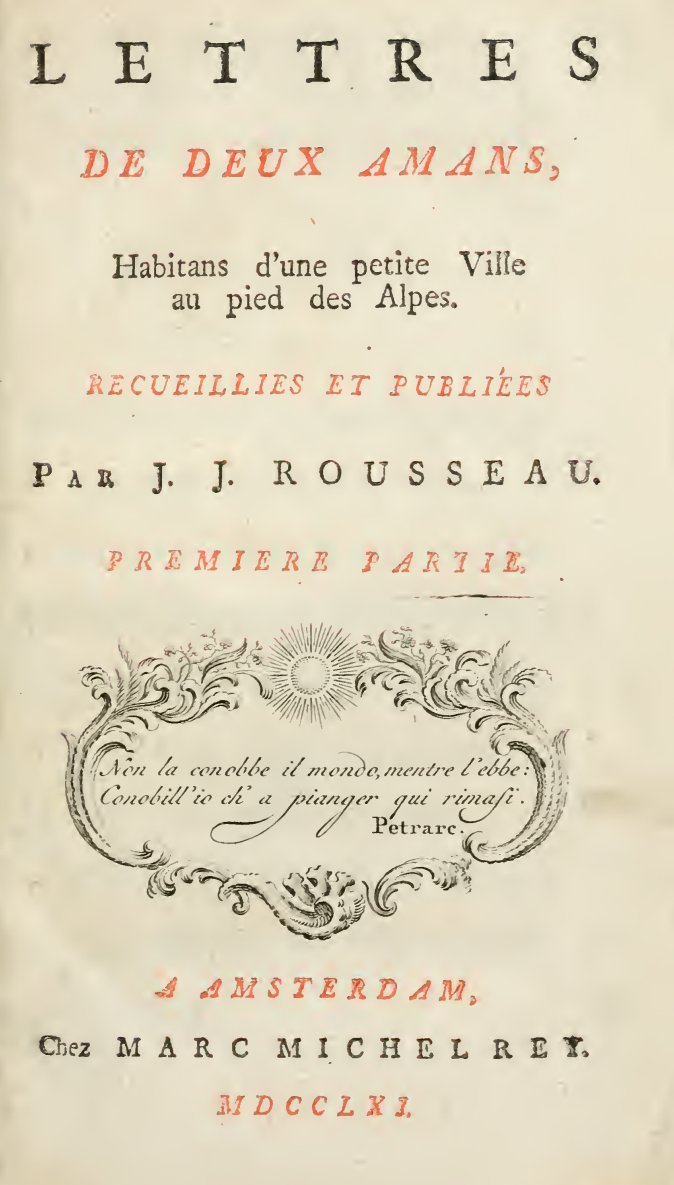
Rousseau regényének címlapja

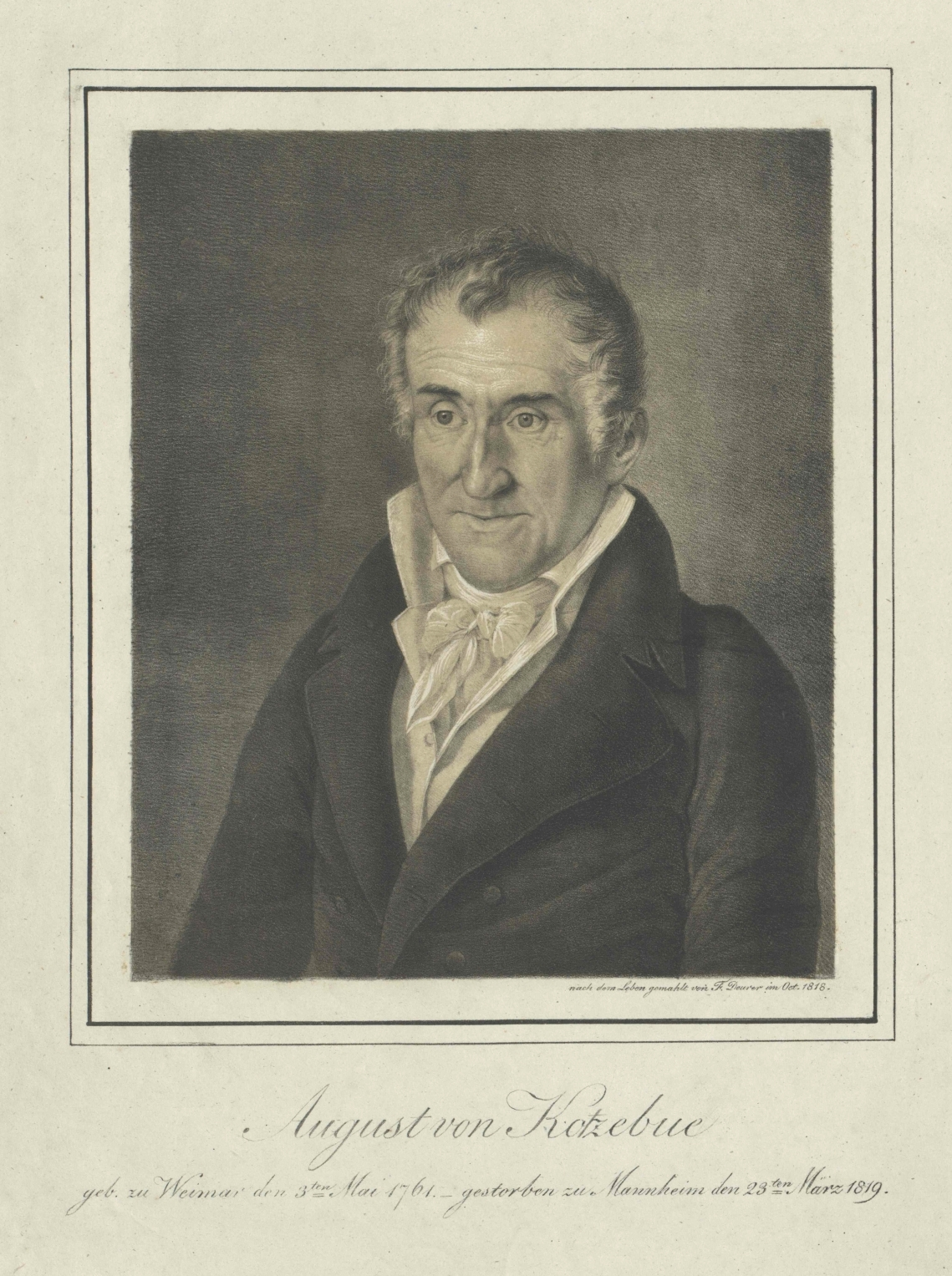
August von Kotzebue

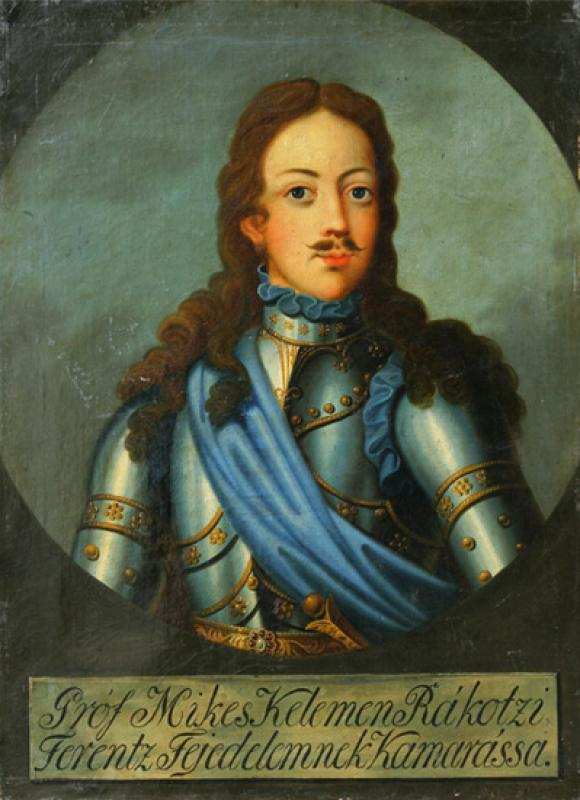
Mikes Kelemen

Az 1761. év az irodalomban.

## Megjelent új művek
- Jean-Jacques Rousseau levélregénye: Julie avagy az új Heloïse (Julie, ou la nouvelle Héloïse); eredeti címe Lettres de deux amans habitans d'une petite ville au pied des Alpes.
- Egy párizsi folyóiratban Jean-François Marmontel útjára indítja Contes moraux (Erkölcsi mesék; vagy Erkölcsös történetek) című sorozatát.

### Dráma
- Carlo Gozzi italáliai drámaíró: A három narancs szerelme (L'amore delle tre melarance), bemutató Velencében.
- Carlo Goldoni vígjátékai: La trilogia della villeggiatura (Nyaralás-trilógia).

## Születések
- január 23. – Friedrich von Matthisson német költő, író († 1831)
- március 17. – Háló Kováts József magyar költő, műfordító, református lelkész († 1830)
- május 3. – August von Kotzebue német író, drámaíró († 1819)

## Halálozások
- július 4. – Samuel Richardson angol író, a modern regényírás úttörője (* 1689)
- október 2. – Mikes Kelemen magyar író, műfordító, II. Rákóczi Ferenc titkára, kamarása (* 1690)